# Samantha
Samantha je žensko osebno ime.

## Izvor imena
Ime Samantha je različica ženskega osebnega imena Samanta.

## Pogostost imena
Po podatkih Statističnega urada Republike Slovenije je bilo na dan 31. decembra 2007 v Sloveniji število ženskih oseb z imenom Samantha: 76.

## Osebni praznik
Ime Samantha bi koledarsko lahko uvrstili k imenu Samuel, ki god praznuje 20. avgusta.